# Amerindis de Califòrnia

Tribus índies i regions lingüístiques de Califòrnia.

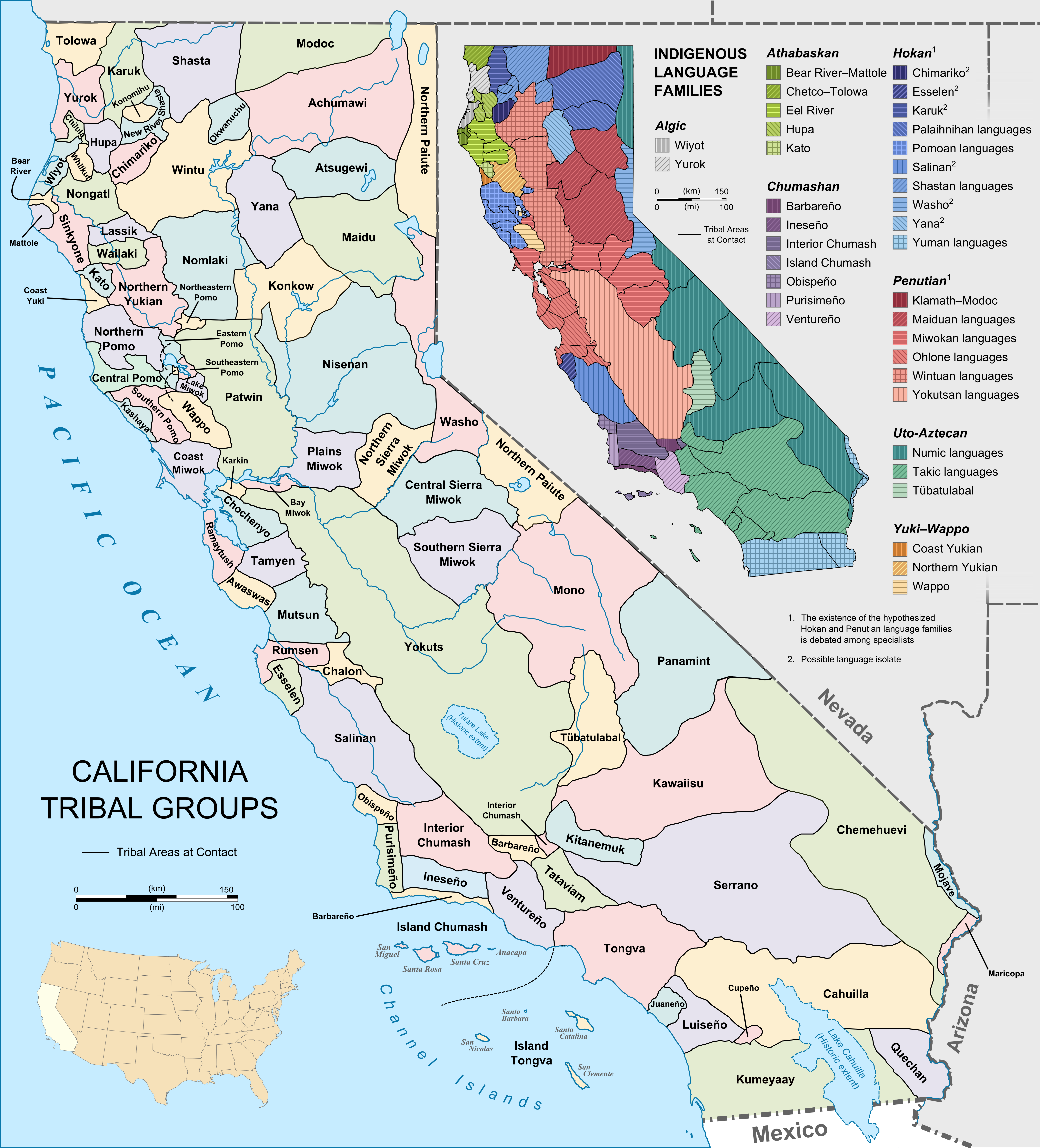
Tribus de Califòrnia abans del contacte

Els Amerindis de Califòrnia són els habitants indígenes que han viscut o viuen actualment a l'àrea geogràfica dins dels límits actuals de Califòrnia abans i després de l'arribada dels europeus. Amb més d'un centenar de tribus reconegudes federalment, Califòrnia té el major nombre de població d'amerindis i el major nombre de tribus reconegudes federalment dels Estats Units. Les tribus californianes es caracteritzen per la seva diversitat lingüística i cultural.
L'àrea cultural de Califòrnia no està conformada exactament amb les fronteres de l'Estat de Califòrnia, i moltes tribus de la frontera oriental amb Nevada són classificades com a tribus de la Gran Conca, algunes tribus de la frontera d'Oregon estan classificades com a tribus de l'Altiplà i les tribus de la Baixa Califòrnia són classificades com a pobles indígenes de Mèxic.

## Llengües
Abans del contacte, els amerindis de Califòrnia parlaven al voltant de 300 dialectes d'aproximadament un centenar de llengües diferents. La majoria dels amerindis de Califòrnia pertanyen a tres famílies lingüístiques: hoka, Penutià, i uto-asteca, les dues primeres objecte d'algunes classificacions qüestionades. També hi ha tribus de parla algonquina i atapascanes, aquestes últimes per immigracions recents. El gran nombre d'idiomes es pot relacionar amb la diversitat ecològica de Califòrnia, segons un estudi publicat en 2013.

## Història

### Precontacte
Les evidències de l'ocupació humana de Califòrnia es remunta a almenys al 17000 aC. Abans del contacte amb els europeus, a Califòrnia hi havia 500 diferents grups o subtribus de 50 a 500 membres. La mida de les tribus de Califòrnia avui en dia és petit en comparació amb el de les tribus d'altres regions dels Estats Units. Abans d'entrar en contacte amb els europeus, la regió de Califòrnia tenia la densitat de població més alta d'Amèrica al Nord del que avui és Mèxic. A causa del clima temperat i de l'accés fàcil a les fonts d'aliments, aproximadament una tercera part de tots els amerindis dels Estats Units vivia a Califòrnia.
Els primers nadius californians eren caçadors-recol·lectors cap al 9000 aC. Degut a l'abundàcia local en menjar, les tribus mai van haver de llaurar la terra. Les dues tradicions culturals més antigues del sud de Califòrnia són complex La Jolla i complex Pauma, ambdós datats del 6050—1000 aC. Del 3000 al 2000 aC es desenvolupà la diversitat regional amb adaptacions adequades als ambients locals. Els trets més recognoscibles de les tribus històriques es van establir aproximadament pel 500 aC.
Els pobles indígenes practicaven diverses formes de recollir aliments als boscos, pastures, boscos mixtes i aiguamolls per assegurar la disponibilitat d'aliments i plantes medicinals. Feien petits incendis controlats a escala regional una ecologia del foc que evités els incendis catastròfics i practicar una agricultura sostenible en petites rotacions. Mitjançant la crema de mala herba i matolls, els nadius revitalitzaren llots de terra i proporcionrebt brots frescos per a atreure animals destinats al consum. Per a netejar les àrees de creixement usen una mena de bastó cremant per fomentar nou en un cicle repetit; una permacultura primitiva.

### Contacte amb els europeus
Els europeus contactaren amb diferents tribus en molt diferents èpoques. Les tribus de la costa sud i del centre van trobar els exploradors espanyols i britànics a mitjans del segle xvi. A les regions remotes de l'interior algunes tribus no contactaren amb els occidentals fins a mitjans del segle xix.
Algunes tributs com els Quechan o yuma del sud-est de Califòrnia i sud-oest d'Arizona foren els primers a contactar amb exploradors espanyols cap al 1760 i 1770. Però altres a la costa del nord-oest de Califòrnia com els Miwok, Yurok i Yokut havien contactat amb exploradors i mariners russos procedents d'Alaska a finals del segle xviii i els russos s'establiren algun temps a la colònia de Fort Ross 60 milles al nord de San Francisco a començament del 1800.

### Era de les missions
Els espanyols començaren l'ocupació permanent de Califòrnia en 1769 amb la fundació de la Missió de San Diego de Alcalá a San Diego (Califòrnia). Els espanyols van construir 20 missions més a Califòrnia. La introducció d'espècies invasores europees i noves malalties causaren estralls entre les poblacions indígenes.

### Seglexix
La població ameríndia de Califòrnia fou reduïda en un 90% durant el segle xix: dels 200.000 a l'inici del segle als 15.000 a finals del segle. Les epidèmies escombraren Califòrnia del País Amerindi, com l'epidèmia de malària de 1833.
En 1834 les missions espanyoles van passar a control mexicà i van ser secularitzades, però les terres sota el seu control no es van revertir a les tribus. Molts indis sense terra van trobar treball com a assalariats a les hisendes. Els Estats Units van prendre el control de Califòrnia en 1848 amb la signatura de la Tractat de Guadalupe Hidalgo, que no reconeixia el propietat de la terra aborigen.

## Llista de pobles amerindis de Califòrnia
| - Achomawi, Achumawi, Tribu Pit River, nord-est de Califòrnia - Atsugewi, nord-est de Califòrnia - Ahwahnechee, est-centre Califòrnia - Cahuilla, sud de Califòrnia - Chumash, costa sud de Califòrnia - Barbareño - Cruzeño, Island Chumash - Inezeño, Ineseño - Obispeño, Chumash del Nord - Purisimeño - Ventureño - Chilula, nord-oest de Califòrnia - Chimariko, extingit, nord-oest de Califòrnia - Coso, sud-est de Califòrnia - Cupeño, sud de Califòrnia - Atapascans del riu Eel - Lassik, nord-oest de Califòrnia - Mattole, Bear River, nord-oest de Califòrnia - Nongatl, nord-oest de Califòrnia - Sinkyone, nord-oest de Califòrnia - Wailaki, Wai-lakki, nord-oest de Califòrnia - Esselen, centre-oest de Califòrnia - Hupa, nord-oest de Califòrnia - Tsnungwe - Juaneño, Acjachemem, sud-oest de Califòrnia - Karok, nord-oest de Califòrnia - Kato, Cahto, nord-oest de Califòrnia - Kawaiisu, centre-sud de Califòrnia - Kitanemuk, centre-sud de Califòrnia - Konkow, centre-nord de Califòrnia - Kucadikadi, centre-est de Califòrnia - Kumeyaay, Diegueño, Kumiai, sud de Califòrnia - Cuyamaca complex, més tard cultura precolombina de l'Holocè - Ipai, sud-oest de Califòrnia - Jamul, sud-oest de Califòrnia - Tipai, sud-oest de Califòrnia i nord-oest de Mèxic - La Jolla Complex, sud de Califòrnia, ca. 6050—1000 aC. - Luiseño, sud-oest de Califòrnia - Maidu, nord-est de Califòrnia - Konkow, nord de Califòrnia - Mechoopda, nord de Califòrnia - Nisenan, Maidu del sud, centre-est Califòrnia - Miwok, Me-wuk, central Califòrnia - Miwok de la costa, centre-oest de Califòrnia - Miwok del llac, centre-oest de Califòrnia - Saklan, centre-oest de Califòrnia - Miwok Sierra i Vall, centre-est Califòrnia - Mohave, sud-est de Califòrnia | - Monachi, Mono Occidental, central Califòrnia - Mono, centre-est de Califòrnia - Nomlaki, nord-oest de Califòrnia - Ohlone, Costano, centre-oest de Califòrnia - Awaswas - Chalon - Chochenyo - Karkin - Mutsun - Ramaytush - Rumsen - Tamyen - Yelamu - Patayan, sud de Califòrnia - Patwin, centre de Califòrnia - Suisun, Patwin del sud, central Califòrnia - Pauma Complex, sud de Califòrnia, ca. 6050—1000 BCE - Pomo, nord-oest i centre-oest de Califòrnia - Salinan, costa central de Califòrnia - Antoniano - Migueleño - Serrano, sud de Califòrnia - Shasta nord-oest de Califòrnia - Konomihu, nord-oest de Califòrnia - Okwanuchu, nord-oest de Califòrnia - Tataviam, Allilik (Fernandeño), sud de Califòrnia - Timbisha, sud-est de Califòrnia - Tolowa, nord-oest de Califòrnia - Tongva, Gabrieleño, Fernandeño, San Clemente, costa sud de Califòrnia - Tübatulabal, centre-sud de Califòrnia - Bankalachi, als marges orientals de les Muntanyes Greenhorn. - Palagewan, al riu Kern per sobre de la confluència amb el South Fork al riu Kern. - Tübatulabal, al curs inferior del South Fork al riu Kern. - Wappo, centre-nord de Califòrnia - Washo, nord-est de Califòrnia - Whilkut, nord-oest de Califòrnia - Wintu, nord-oest de Califòrnia - Wiyot, nord-oest de Califòrnia - Yana, centre-nord de Califòrnia - Yahi - Yokut, centre i sud de Califòrnia - Chukchansi, Yokut del peu del turó, centre de Califòrnia - Yokut de la vall del nord, centre de Califòrnia - Tachi, Yokut de la vall del Sud, centre-sud de Califòrnia - Yuki, Ukomno'm, nord-oest de Califòrnia - Huchnom, nord-oest de Califòrnia - Yurok, nord-oest de Califòrnia |